# Anno 1404
Anno 1404, conhecido como Dawn of Discovery na América do Norte, é um jogo de simulação econômica e de construção de cidades com elementos de estratégia em tempo real, parte da série Anno. Lançado em 2009, foi desenvolvido pela Related Designs, produzido pela Blue Byte e publicado pela Ubisoft. Anno 1404 é a sequência de Anno 1701 e é seguido pela sequência futurista Anno 2070. Embora o jogo se concentre em uma série de eventos fictícios, o conceito geral do enredo é baseado em aspectos da vida real da história medieval e renascentista, como as Cruzadas, avanços na arquitetura gótica, construção de catedrais e comércio hanseático envolvendo a ascensão de mercadores patrícios e as primeiras formas de capitalismo.
Uma expansão, intitulada Anno 1404: Venice, que adiciona multijogador e outros recursos, foi lançada em 26 de fevereiro de 2010.